# Mes deux papas (série télévisée)
Pour les articles homonymes, voir Mes deux papas.
Mes Deux Papas (My Two Dads) est une sitcom américaine en 60 épisodes de 22 minutes créée par Danielle Alexandra et Michael Jacobs et diffusée entre le 20 septembre 1987 et le 30 avril 1990 sur le réseau NBC.
En France, la série a été diffusée hors émission à partir du 8 avril 1990 sur Antenne 2, puis dans l'émission Pince-moi je rêve en 1991 sur Antenne 2. Rediffusion à partir 6 janvier 1993 dans le Club Dorothée sur TF1.

## Synopsis
Joey Harris et Michael Taylor sont deux amis qui ont tous les deux été amoureux de la même femme, Marcia Bradford. Quand Marcia vient à mourir, Michael et Joey deviennent les tuteurs légaux de la petite Nicole : l'un d'entre eux est le père, mais on ne peut savoir lequel... Afin de lui construire un foyer équilibré et stable, ils habitent ensemble pour s'occuper d'elle...

## Distribution

### Acteurs principaux
- Paul Reiser (VF : Michel Dodane) : Michael Taylor
- Greg Evigan (VF : José Luccioni) : Joey Harris
- Staci Keanan (VF : Aurélia Bruno) : Nicole Bradford
- Florence Stanley : la juge Margaret W. Wilbur
- Amy Hathaway : Shelby Haskell (saisons 2 et 3)
- Chad Allen : Zach Nichols (saisons 2 et 3)

### Acteurs récurrents
- Peter Brost : Michael Taylor jeune
- Giovanni Ribisi : Cory Kupkus (43 épisodes)
- Dick Butkus : Ed Klawicki (saisons 1 et 2, 27 épisodes)
- Don Yesso : Julian (saison 3, 8 épisodes)

## Épisodes

### Première saison (1987-1988)
1. titre français inconnu (Pilot)
2. titre français inconnu (Soho's by You)
3. titre français inconnu (Crime and Punishment)
4. titre français inconnu (Nicole's First Date)
5. titre français inconnu (Friends and Lovers)
6. titre français inconnu (Whose Night is it, Anyway?)
7. titre français inconnu (Once a Son...)
8. titre français inconnu (Sex, Judge, and Rock & Roll)
9. titre français inconnu (The Artful Dodger)
10. titre français inconnu (Quality Time)
11. titre français inconnu ('Tis the Season)
12. titre français inconnu (The Only Child)
13. titre français inconnu (Joey's Mother-in-Law)
14. titre français inconnu (Nicole in Charge)
15. titre français inconnu (The Wedge)
16. titre français inconnu (Advice and Consent)
17. titre français inconnu (She'll Get Over It)
18. titre français inconnu (Michael's Sister Comes Over and Visits)
19. titre français inconnu (Nicole's Big Adventure)
20. titre français inconnu (My Fair Joey)
21. titre français inconnu (The Family in Question)
22. titre français inconnu (Friends of the Family)

### Deuxième saison (1989)
1. titre français inconnu (Blast from the Past)
2. titre français inconnu (Who's on First?)
3. titre français inconnu (Macho, Stupid Guy Time)
4. titre français inconnu (The Man in the Pink Slip)
5. titre français inconnu (Fallen Idol)
6. titre français inconnu (Story with a Twist)
7. titre français inconnu (Playing with Fire)
8. titre français inconnu (Dirty Dating)
9. titre français inconnu (The God of Love)
10. titre français inconnu (In Her Dreams)
11. titre français inconnu (Together We Stand)
12. titre français inconnu (The Courtship of Nicole's Fathers)
13. titre français inconnu (Crushed)
14. titre français inconnu (Basket Case)
15. titre français inconnu (You Love Me, Right?)
16. titre français inconnu (Getting Smart)

### Troisième saison (1989-1990)
1. titre français inconnu (That's No Lady, That's My Mother)
2. titre français inconnu (Say Goodnight, Gracie)
3. titre français inconnu (Love and Learn)
4. titre français inconnu (You Can Count on Me)
5. titre français inconnu (Joey Gets Pinned)
6. titre français inconnu (Story in Development)
7. titre français inconnu (Duel)
8. titre français inconnu (Dad Patrol)
9. titre français inconnu (Pop, the Question)
10. titre français inconnu (Thanks for the Memories)
11. titre français inconnu (Class)
12. titre français inconnu (I'm Dreaming of a Holiday Episode)
13. titre français inconnu (Power Struggle)
14. titre français inconnu (Bye Bye Baby)
15. titre français inconnu (Environ-mental Case)
16. titre français inconnu (Party, Sweet 16--See Appendix)
17. titre français inconnu (It's My Art, and I'll Die If I Want To)
18. titre français inconnu (To Thine Own Elf Be True)
19. titre français inconnu (You Only Surprise the Ones You Love)
20. titre français inconnu (Kind of a Drag)
21. titre français inconnu (When You Wish...)
22. titre français inconnu (See You in September?)